# فيكتور سيجوفين
فيكتور سيجوفين جان أمبروز سيغوفان كان نحاتًا فرنسيًا، وُلد في تولوز عام 1867 وتوفي في باريس عام 1925. حائز على الجائزة الكبرى في روما في مجال النحت. أقام في فيلا ميديتشي من 28 ديسمبر 1897 حتى 31 ديسمبر 1901.

## أعماله
الرقصة المحاربة، 1903-1905، من الرخام، باريس، متحف أورساي
قناع الرقصة المقدسة، 1905، من البرونز، باريس، متحف أورساي (تم تكليفه لقصر الإليزيه ويحمل كشعار قناع الرقصة الدنيوية)
خوسيه ماريا دي هيريديا،[1] عضو الأكاديمية الفرنسية، من البرونز، باريس، حديقة لوكسمبورغ
تيريز كومبارييو، من الرخام، تولوز، متحف الآغسطينيين
دينيس كومبارييو، من البرونز، تولوز، متحف الآغسطينيين